# Моцарт, Иоганн Георг
Иоганн Георг Моцарт (4 мая 1679, Аугсбург — 19 февраля 1736, Аугсбург) — отец Леопольда Моцарта и дед Вольфганга Амадея Моцарта. Переплетчик из Аугсбурга, Германия.

## Биография
Иоганн Георг был сыном Франца Моцарта, мастера-каменщика. Однако Иоганн Георг стал переплётчиком. Женился на Анне Марии Банеггер, вдове своего бывшего хозяина, и таким образом получил лицензию гильдии своего старого хозяина. Его первая жена не родила ему детей и умерла в 1718 году.
Второй женой переплётчика в 1719 году стала Анна Мария Зульцер. У них было восемь детей  в 1719—1735 годах; трое мальчиков и две девочки дожили до совершеннолетия. Леопольд, родившийся 14 ноября 1719 года, был самым старшим из них.
Семья была католиками и после 1722 года жила в доме, принадлежавшем иезуитам. Они отправили двух своих старших сыновей в иезуитские школы.
Ни Иоганн Георг, ни его жена Анна Мария не оказали прямого влияния на жизнь своего знаменитого внука. Иоганн Георг умер за 20 лет до рождения Вольфганга Амадея Моцарта; и Леопольд отдалился от своей матери после переезда в юные годы в 1737 в Зальцбург; следовательно, между бабушкой и внуком не было контактов в тот период, когда их жизни совпадали.
Другой сын Иоганна Георга, Франц Алоис Моцарт, остался в Аугсбурге и следил за карьерой своего отца, работая переплетчиком (он также иногда издавал религиозные трактаты). Он был отцом Марии Анны Феклы Моцарт, двоюродной сестры и друга Вольфганга.

## Семья

#### Супруги
- Анна Мария Баннегер (1667—1718)
- Анна Мария Зульцер (1696—1766)

#### Дети
- Иоганн Георг Леопольд Моцарт (1719—1787) —  скрипач, композитор, в 1747 году женился на Анне Марии Пертль (1720—1778), дочери юриста Вольфганга Николауса Пертля (1667—1724) и его жены Евы Розины Барбары Ефросинии Пертль, урождённой Пуксбаум (1681—1755), от которой имел семерых детей:
  - Иоганн Леопольд Иоахим Моцарт (1748—1749)
  - Мария Анна Кордула Моцарт (1749—1749)
  - Мария Анна Непомусена Вальбурга Моцарт (1750—1750)
  - Мария Анна Вальбурга Игнатия Моцарт (1751—1829) — в 1784 году вышла замуж за магистрата Иоганна Баптиста фон Зонненбурга (1736—1801), имела троих детей:
    - Леопольд Алоиз Панталеон фон Зонненбург (1785—1840)
    - Жанетта фон Зонненбург (1789—1805)
    - Мария Бабетта фон Зонненбург (1790—1791)

  - Иоганн Карл Амадей Моцарт (1752—1753)
  - Мария Кресцентия Франциска де Паула Моцарт (1754—1754)
  - Вольфганг Амадей Моцарт (1756—1791) — композитор и музыкант-виртуоз, в 1782 году женился на Констанции Вебер (1762—1842), дочери Франца Фридолина Вебера (1733—1779) и его жены Сесилии Вебер (1727—1793), от которой имел шестерых детей:
    - Раймунд Леопольд Моцарт (1783)
    - Карл Томас Моцарт (1784—1858)
    - Иоганн Томас Леопольд Моцарт (1786)
    - Терезия Констанция Аделаида Фредерика Марианна Моцарт (1787—1788)
    - Анна Мария Моцарт (1789)
    - Франц Ксавер Вольфганг Моцарт (1791—1844) — композитор, пианист и музыкальный педагог.
- Иоганн Христиан Моцарт (1721—1722)
- Иоганн Христиан Моцарт (1722—1755)
- Джозеф Игнац Моцарт (1725—1796)
- Франц Алоиз Моцарт (1727—1791) — отец Марии Анны Теклы Моцарт (1758—1841)
- Мария Элеонора Моцарт (1729—1806)
- Мария Доротея Моцарт (1731—1731)
- Терезия Франциска Моцарт (1734—1800)
- Лоренц Антон Моцарт (1735—1736)[3]